# 屋井先蔵
屋井 先蔵（やい さきぞう、1864年1月13日〈文久3年12月5日〉 - 1927年〈昭和2年〉6月1日）は、日本の実業家、乾電池の発明者。乾電池王と呼ばれている。

## 人物・生涯
文久3年12月5日（1864年1月13日）に越後長岡藩士屋井家（現在の新潟県長岡市）に生まれる。屋井家は代々300石余りの禄を奉じる上級武士の家だったが、6歳で父が死去して没落し、母親ともども叔父に引き取られた。
明治8年（1875年）に13歳で東京の時計店の丁稚となるも 、病気のため帰郷。長岡の時計店「矢島」で修理工として7年間年季奉公した後、東京高等工業学校（現：東京科学大学）入学を志望したが受験に2度失敗。年齢制限もあって進学を断念し、叔父の工場で働きながら、それからの3年間は独力で永久自動機等の研究を続けた。
明治18年（1885年）、21歳のときに電池（湿電池）で動作する連続電気時計を発明する。電気を使った時計はすでに存在したが、それらは動力源のゼンマイを電気で巻くというものであり、先蔵のそれは自作の電池を組み込んですべてを電気で動かすという画期的なものだった。この連続電気時計は、明治24年（1891年）に日本では初めてとなる電気に関する特許として認められる。連続電気時計に用いられていたのはダニエル電池など液体の入った湿電池であり、電池の手入れが必要なことと、冬場は電池の液が凍結するため使用できなくなるといった問題があった。屋井は、これら問題を解決する電池の開発に取り掛かる。
東京物理学校（現：東京理科大学）の付属職工となっていた屋井は東京物理学校の学者ともよく相談していたようであり、産学協同の先駆者であるとも言える。湿電池の問題に、薬品が沁み出して正極の金具が腐食するということがあったが、屋井は炭素棒にパラフィンを含浸することで解決し、明治20年（1887年）に「乾電池」の発明に成功する。しかし、屋井は特許の申請費用が用意できなくてすぐには出願できず、日本における最初の乾電池の特許は通信省の電気技師高橋市三郎によって取得された。1885年にドイツではカール・ガスナーが、デンマークではヘレンセンが乾電池の特許を取得している。
屋井乾電池は、乾電池を用いる製品そのものが普及していなかったこともあって、しばらくは売れなかった。
1891年に、繁（しげ）と結婚。
1893年のシカゴ万国博覧会に帝国大学の地震計が出品され、それに使用された先蔵の乾電池は来場者を驚かせた。
1894年（明治27年）に日清戦争が勃発し、陸軍から大口発注があり、満洲において使用されていた軍用乾電池の大成功に関する号外記事が掲載されることになる。従来の湿電池では液が凍結したため満洲では使用できなくなったが、屋井の乾電池だけは使用できたのだった。
1895年、妻のいさ（青森県士族の娘）との間に、のちに家督を継ぐ三郎が生まれる。
1910年（明治43年）には、合資会社屋井乾電池を設立し、東京府東京市神田区錦町一丁目に販売部を新築するとともに、浅草神吉町に乾電池の製造工場を設け、乾電池の本格量産にとりかかった。筒型の金属ケースを用い、現在の乾電池のスタイルを確立している。屋井乾電池は海外品との競争にも勝ち、日本国内乾電池界のシェアを掌握し、屋井は乾電池王とまで謳われるようになった。
1927年（昭和2年）、胃がんに侵され、急性肺炎を併発して急逝。享年63。
後継者が育たなかったのか、昭和25年には屋井乾電池の名は乾電池工業会の名簿から消えてしまっている。
2014年（平成26年）、IEEE関西支部の推薦による「日本の一次・二次電池産業の誕生と成長1893」がIEEEマイルストーンとして正式に認定され、屋井の出身地の長岡市、出身校の東京理科大学近代科学資料館（以上は屋井乾電池が現存しないため）、ジーエス・ユアサコーポレーション、パナソニックの4者に銘板が贈呈された。

## エピソード
- 高等工業学校（現：東京工業大学）の試験に5分遅刻したため失敗し、翌年より年齢制限により受験資格を失ってしまったことが連続電気時計の着想とされる。
- 発明にしたにもかかわらず、貧乏のため乾電池の特許を取得はできなかった[4]（当時の特許取得料金は高額だった）。また、乾電池を発売した当初、大半の世論は「乾電池などという怪しいものが正確に動くはずがない」というもので、先蔵の乾電池は全く売れなかった。さらに持病の為に寝込む日が続き生活は貧窮を極めた。さらに、先蔵の乾電池の価値を知った外国人が万博にて自分が発明したものだと主張したため、しばらく時間が経つまで世界で最初に乾電池を発明したのが先蔵であると認知されなかった[要出典]。